# Aleksander Sulkiewicz
Aleksander Sulkiewicz, właśc. Iskander Mirza Duzman Beg Sulkiewicz lub Hózman Mirza Sulkiewicz, pseud. Michał (ur. 8 grudnia 1867 w Skiersobolach Tatarskich (obecnie Skersabaliai I), powiat kalwaryjski, Suwalszczyzna, zm. 18 września 1916 pod Sitowiczami nad Stochodem) – polski działacz socjalistyczny i niepodległościowy, kawaler Orderu Virtuti Militari.

## Życiorys
Urodził się w rodzinie tatarskiej o tradycjach patriotycznych, jako syn Macieja Sulkiewicza, syna Józefa, i Rozalii z Kryczyńskich, córki Aleksandra. Był praprawnukiem Józefa Bielaka, generała kościuszkowskiego. W dzieciństwie uczęszczał do szkoły tureckiej w Konstantynopolu, gdzie zetknął się z polską emigracją. Następnie po śmierci ojca (zmarłego około 1877) powrócił z rodziną w 1880 do Suwałk i potem do Sejn, gdzie kontynuował naukę. W Wilnie zetknął się z kółkami socjalistycznymi. Został aktywnym członkiem Socjalno-Rewolucyjnej Partii „Proletariat” (tzw. II Proletariatu).

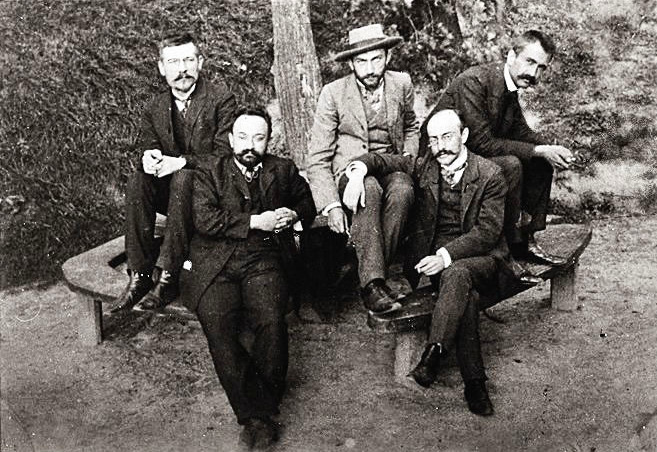
Działacze PPS przed 1905. Od lewej: Bolesław Czarkowski, Aleksander Sulkiewicz, Bolesław Jędrzejowski, Józef Kwiatek, Walery Sławek

W listopadzie 1892 brał udział w „Zjeździe Paryskim” i tworzeniu Związku Zagranicznego Socjalistów Polskich. Następnie przedostał się do kraju, gdzie uczestniczył w tworzeniu wileńskich grup PPS. Na przełomie czerwca i lipca 1893 wraz ze Stanisławem Wojciechowskim, Józefem Piłsudskim, Stefanem Bielakiem i Ludwikiem Zajkowskim uczestniczył w naradzie w podwileńskim lesie, którą uznano później za I Zjazd Polskiej Partii Socjalistycznej.
W 1890 został urzędnikiem w izbie skarbowej w Suwałkach, a następnie komory celnej we Władysławowie, Wierzbołowie i Kibartach. Dzięki temu stał się jednym z głównych organizatorów przerzutu „bibuły” PPS z Genewy i Londynu do Królestwa. Prowadził długoletnią działalność z uwagi na fakt, iż nikt nie podejrzewał muzułmanina o działania niepodległościowe. Od 1895 do 1897, a następnie od 1899 do 1902 był członkiem Centralnego Komitetu Robotniczego PPS.
W 1900 na wezwanie partii zakończył pracę urzędnika i wyjechał do Łodzi celem tworzenia drukarni „Robotnika”. Uniknął aresztowania w czasie wpadki drukarni (gdzie aresztowano Józefa Piłsudskiego). Był jednym ze współorganizatorów przygotowanej ucieczki Józefa Piłsudskiego z petersburskiego szpitala św. Mikołaja Cudotwórcy 14 maja 1901.
Od 1903 na nowo podjął działania w Centralnym Komitecie Robotniczym PPS na terenie Kijowa. Wpadł w ręce policji, jednak dzięki bardzo dobrym rekomendacjom z miejsc pracy zwolniony został po kilku miesiącach za kaucją. W czasie rozłamu w PPS został członkiem PPS Frakcji Rewolucyjnej, wchodząc w 1908 ponownie w skład Centralnego Komitetu Robotniczego.
Po wybuchu I wojny światowej zgłosił się do Legionów Polskich. Po powstaniu Polskiej Organizacji Narodowej został komisarzem w powiecie wieluńskim, a następnie łódzkim. Przedostał się na rodzinną Suwalszczyznę, a potem do Warszawy, gdzie zastąpił w działalności Tadeusza Żulińskiego. Jeździł w wyprawach zagranicznych m.in. przez Berlin, Kopenhagę, Szwecję do Kijowa. Wrócił do Galicji, gdzie został skierowany przez Józefa Piłsudskiego do zajętej przez Niemców Warszawy. Działał tam w strukturach Polskiej Organizacji Wojskowej i PPS. Aresztowany przez Niemców w listopadzie 1915; zwolniony, udał się pod okupację austriacką, aby wziąć udział w walkach Legionów Polskich.
Po dwukrotnej odmowie ze względu na wiek (49 lat) został w maju 1916 intendentem, a następnie w służbie liniowej sierżantem 4 kompanii (dowódca Wacław Stachiewicz) 1 batalionu 5 pułku piechoty Legionów. 18 września 1916 w trakcie bitwy pod Sitowiczami (nad Stochodem), biegnąc na pomoc rannemu chor. Adamowi Kocowi, został śmiertelnie ranny.
8 listopada 1935 jego ciało przewieziono do Warszawy i pochowano na Cmentarzu Wojskowym na Powązkach w grobowcu między kwaterami C18 i C20. Pośmiertnie został odznaczony orderem wojskowym „Virtuti Militari" V kasy (17 maja 1922) oraz Krzyżem Niepodległości z Mieczami.

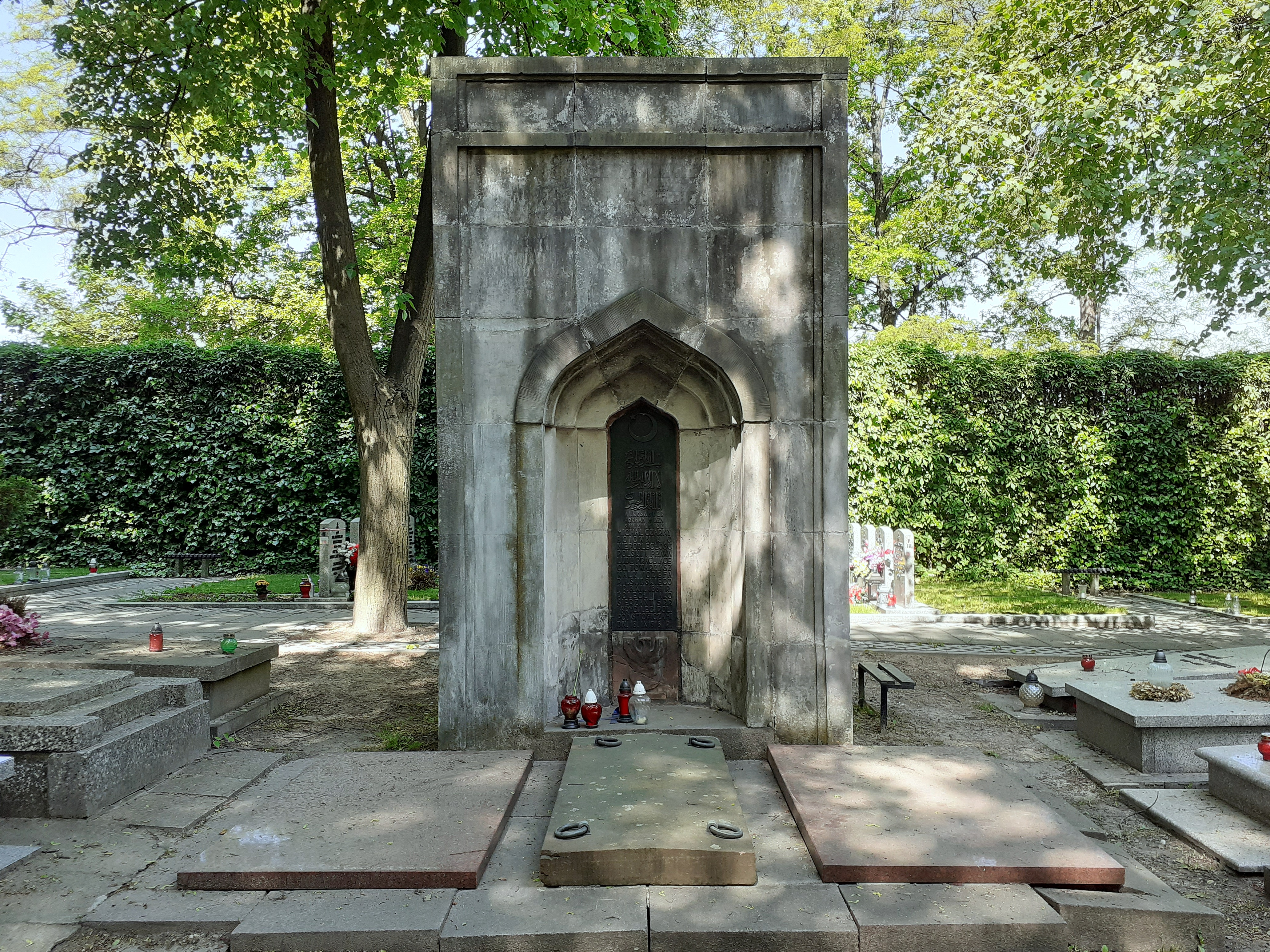
Grób Aleksandra Sulkiewicza na Wojskowych Powązkach

## Upamiętnienie
Jego życiorys opisał Karol Koźmiński w książce pt. Kamienie na szaniec, wydanej w 1937.